# Kepler-11c
Kepler-11c je exoplaneta obíhající hvězdu Kepler-11 v souhvězdí Labutě. Jedná se o druhou známou planetu od své mateřské hvězdy a byla objevena pomocí tranzitní metody vesmírným dalekohledem Kepler.
V rámci systému Kepler-11, který celkově obsahuje šest planet, byla 2. února 2011 oznámena společně s dalšími pěti planetami. Jedná se o první známý planetární systém s více než třemi tranzitujícími planetami.

## Objev a pojmenování
Planetě Kepler-11c je přiřazeno písmeno „c“ z důvodu, že jde o druhou planetu v pořadí od hvězdy (systém se značí vzestupně podle vzdálenosti: Kepler-11b, Kepler-11c, …). Hvězda Kepler-11 byla pojmenována po misi Kepler organizované NASA, která pomocí fotometrie tranzitů vyhledává exoplanety podobné Zemi. Kepler-11 byla původně vedena jako objekt KOI-157.

## Fyzikální charakteristiky

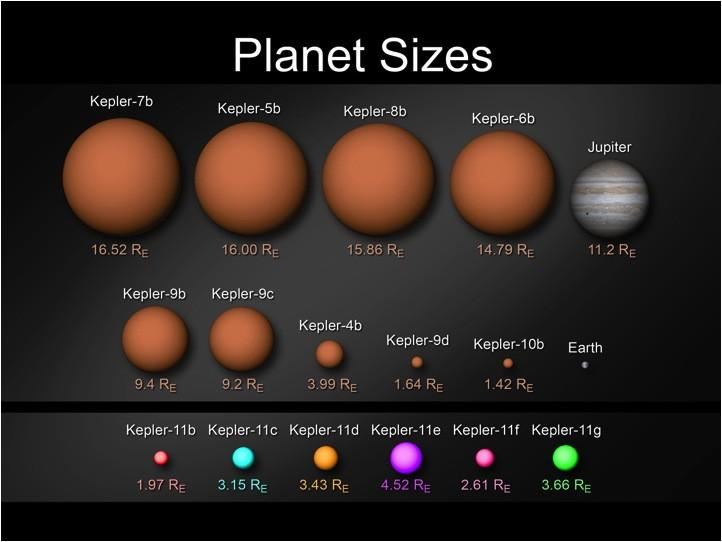
Porovnání planet Kepler-11 (spodní řada) s Zemí, Jupiterem a předchozími objevy mise Kepler. Planeta Kepler-11c je v modré barvě (dole vlevo).

- Hmotnost: asi 13,5násobek hmotnosti Země (13,5 M⊕)
- Poloměr: přibližně trojnásobek poloměru Země
- Hustota: ~2,3 g/cm3 (zhruba dvojnásobek hustoty vody)
- Rovnovážná teplota: ~833 K (asi 560 °C)
- Oběžná doba: 13,02502 dne
- Velká poloosa: 0,106 AU

Hustota Kepler-11c naznačuje, že je pravděpodobně tvořena především vodou (vodní svět) s tenkou atmosférou z vodíku a helia. Vlivem blízkosti k mateřské hvězdě se však mohla část původní atmosféry odpařit působením intenzivního záření.

## Oběžná dráha a dynamika
Kepler-11c obíhá svou hvězdu ve vzdálenosti 0,106 AU, tedy mnohem blíže než Merkur obíhající Slunce. Inklinace oběžné dráhy (~89°) je téměř kolmá vzhledem k pozorovateli, a proto lze planetu detekovat tranzitní metodou. Pozorované interakce mezi planetami Kepler-11b a Kepler-11c poukazují na možnou rezonanci vnitřních planet systému, která přispívá ke stabilitě jejich těsných drah.

## Mateřská hvězda
Kepler-11 je hvězda podobná Slunci (spektrální třídy G) s hmotností ~0,95 M☉ a poloměrem ~1,1 R☉. Její povrchová teplota činí přibližně 5680 K. Nachází se ve vzdálenosti zhruba 2000 světelných let od Země, tudíž není viditelná pouhým okem. Kromě Kepler-11c ji obíhá pět dalších planet: Kepler-11b, Kepler-11d, Kepler-11e, Kepler-11f a Kepler-11g. Těsná konfigurace prvních pěti planet je výjimečná tím, že by se jejich oběžné dráhy vešly do oblasti menší, než je oběžná dráha Merkuru.

## Význam
Objev Kepler-11c, ohlášený 2. února 2011 společně s dalšími pěti planetami téhož systému, zásadně rozšířil dosavadní znalosti o vícenásobných planetárních soustavách. Jedná se o první známý případ, kdy mateřská hvězda hostí více než tři tranzitující exoplanety. Pozorování Kepler-11c – a jejích sousedních planet – pomohlo upřesnit, jak fungují gravitační interakce a rezonance v těsných planetárních systémech a jak silné záření hvězdy může ovlivnit atmosféry takto blízkých planet.